# Основные течения в еврейской мистике
«Основные течения в еврейской мистике» (ивр. זרמים ראשיים במיסטיקה היהודית‎) — книга Гершома Шолема по истории еврейской каббалы, опубликованная в 1941 году.

## Темы
В своем введении к книге Шолем осудил антагонизм и пренебрежение изучением каббалы еврейскими учёными периода Хаскалы.
Вначале автор даёт общую характеристику еврейского мистицизма.
Глава Шолема о мистицизме Меркавы и еврейском гностицизме посвящена Литературе Хейхалот (трактатам, написанным и отредактированным между II и VI веками н. э.). Шолем также пишет о других трактатах, таких как «Шиур Кома», «Книга Еноха», «Сефер йецира» и «Сефер ха-бахир».
Шолем, ссылаясь также и на других учёных, отметил сходство между «Сефер йецира» (Книгой Творения) и ранним исламским гностицизмом.
Затем Шолем исследует труды средневековой немецкой еврейской школы хасидов и труды Авраама Абулафии. Далее следует наиболее подробное исследование самого известного произведения еврейского мистицизма — книги Зогар. После этого Шолем исследует учения Ицхака Лурии, саббатианства (Шабтай Цви, Натан из Газы) и восточноевропейского новейшего хасидизма.

## Поминовение
В 50-ю годовщину выхода книги Шолема в свет (1991) в Берлине была созвана конференция ученых.

## Переводы
На русский язык книга была переведена под названием «Основные течения в еврейской мистике»:
- Н. Бартманом под общей редакцией Ш. Пинеса (2 тома), Йерушалаим: Библиотека-Алия, 1984
- второе издание: перевод с английского и иврита Н. Бартмана, Н.-Э. Заболотной, ответственный редактор Н.-Э. Заболотная, 1 том, Москва: Мосты культуры, Иерусалим: Гешарим, 2004[6].